# Cottingham (East Riding of Yorkshire)
Cottingham ist eine Gemeinde in der englischen Unitary Authority East Riding of Yorkshire. Sie grenzt direkt nordwestlich an Kingston upon Hull und bildet mit der Großstadt praktisch einen einheitlichen urbanen Raum. Cottingham besaß bei der Volkszählung im Jahre 2001 17.263 Einwohner.

## Geografie
Nachbarstädte und -gemeinden Cottinghams sind (im Uhrzeigersinn, beginnend im Westen): Skidby, Rowley, Woodmansey, Hull und Willerby.

## Geschichte
Der Name Cottingham bedeutet so viel wie 'Homestead of Cotta's people'. "Cotta" ist der Name eines angelsächsischen Stammesleiters aus dem 5. Jahrhundert. Die erste urkundliche Erwähnung des Ortes erfolgte zu Zeiten der Regentschaft von Eduard dem Bekenner im 11. Jahrhundert.

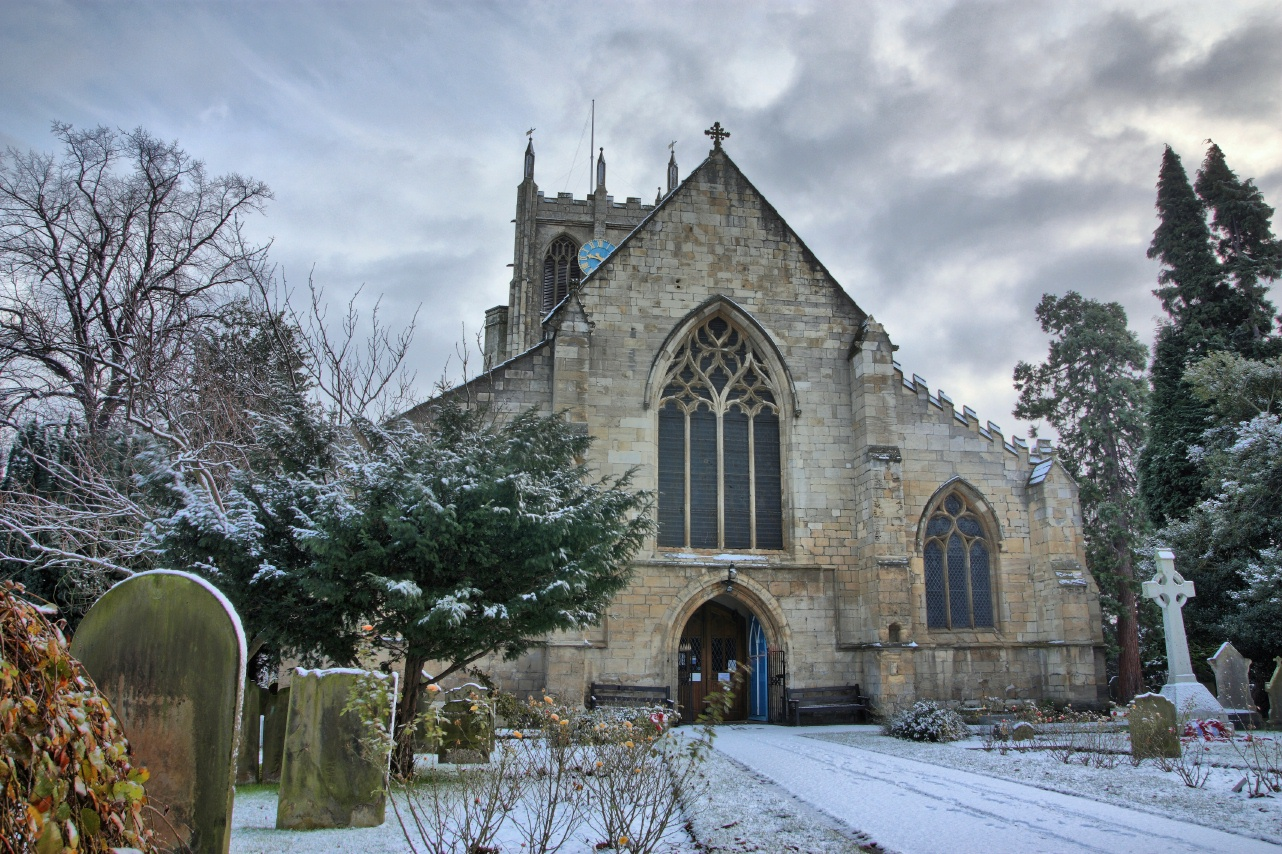
Pfarrkirche St Mary

Nach 1066 nahm Wilhelm I. den Ort in Besitz und vermachte ihn an Robert Front de Boeuf, einem seiner geschätzten Ritter. Im Erscheinungsjahr des Domesday Book 1086 besaß die Nachkommenschaft des Ritters den Ort, eine Familie namens Stuteville.
Im Jahre 1200 wurde eine königliche Erlaubnis zum Abhalten eines Marktes und zur Befestigung der Burg Baynard durch Johann Ohneland erteilt.
Bis 1349 blieb der Ort in Besitz der Familie Stuteville und gehörte nun Joan of Kent und ihrem Gatten Edward of Woodstock. Burg Baynard blieb bis zur Herrschaft Heinrichs VIII. deren Familiensitz, wurde dann jedoch durch ein Feuer zerstört. Teile der Burgmauer nahe der West End Road sind auch heute noch zu sehen.
Im Mittelalter war das Gebiet der heutigen High School das Jagdgebiet des Priors von Beverley. Bis zur Einfriedung des Geländes Ende des 18. Jahrhunderts existierte noch bebaubares Ackerland. 1802 wurde auf dem Gelände der Gutshof Cottingham im Stile des Georgianischen Zeitalters erbaut. Während des Zweiten Weltkrieges wurde das Gebäude trotz seines Verfalls vom Verteidigungsministerium des Vereinigten Königreichs genutzt und blieb bis 1951 bestehen. In diesem Jahr wurde es abgerissen und durch die neue High School ersetzt; weitere Gebäudeblocks der Schule folgten 1975.
Die Pfarrkirche Cottinghams wurde 1272 in gotischem Stil erbaut und der Jungfrau Maria geweiht. 
Eine erste Schule wurde 1666 in Cottingham errichtet, um der armen Bevölkerung Schulbildung zu ermöglichen. 1783 wurde ein Armenhaus neben der Schule erbaut; Jungen und Mädchen wurden getrennt unterrichtet.
Bis 1857 war Skidby ein Ortsteil der Gemeinde Cottingham.

## Verkehr

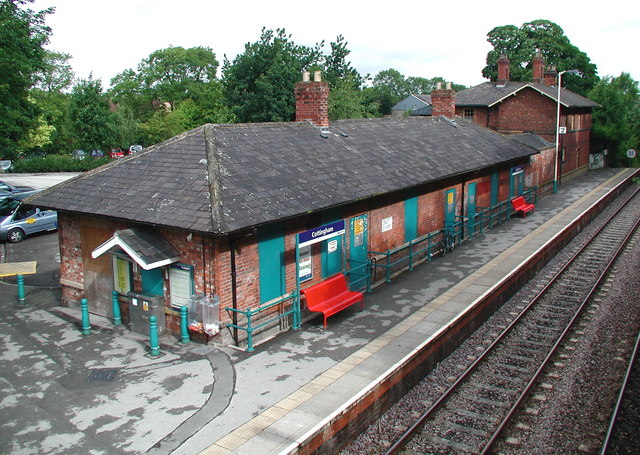
Bahnhof Cottingham

Cottingham befindet sich zwischen der A164 (Hessle–Driffield) sowie der A1079 (Hull–York) und ist somit gut an das überregionale Straßennetz angebunden. Über die A63 (Hull–Leeds) und M62 besteht Anschluss an das Autobahnnetz Großbritanniens.
Cottingham befindet sich an der nicht elektrifizierten Yorkshire Coast Line von Hull nach Scarborough.
Der nächste Flughafen ist der Humberside Airport in North Lincolnshire, etwa 40 km südlich von Cottingham.

## Persönlichkeiten
- Jane Ellen Harrison (1850–1928), Altertumswissenschaftlerin, Gräzistin, Religionsgeschichtlerin, Linguistin und Feministin
- Conrad Voss Bark (1913–2000), Journalist und Schriftsteller
- Brian Rix, Baron Rix (1924–2016), Schauspieler und Mitglied des House of Lords
- Bill Westwood (1925–1999), Bischof von Peterborough; lebte in Cottingham nach seinem Eintritt in den Ruhestand bis zu seinem Tode ebendort
- Finlay Pickering (* 2003), Radrennfahrer